# 克利夫維爾 (伊利諾伊州)
克利夫代爾（英語：Cliffdale）是位於美國伊利諾伊州卡爾霍恩縣的一個非建制地區。該地的面積和人口皆未知。

## 地理
克利夫代爾的座標為39°21′38″N 90°37′35″W / 39.36056°N 90.62639°W，而該地的平均海拔高度為135米（即440英尺）。